# Митра
 Тази статия е за индо-иранския бог.  За короната вижте Митра (корона).  
Митра (Mithras; Mithra; Mitra) в древната индо-иранска митология е бог на светлината, чийто култ се разпростира от Индия на запад и достига до Испания, Великобритания и Германия (вж. митраизъм). Първото писмено споменаване на ведическия Митра датира от 1400 г. пр. Хр. Култът към него се разпространява към Персия, а след като персите са победени от Александър Велики – из елинистическия свят. През III и IV век култът към Митра се разпространява чрез войниците на Римската империя и е основен конкурент на нововъзникналото християнство. Римските императори Комод и Юлиан са посветени в митраизма, а през 307 г. Диоклециан му посвещава храм на река Дунав като „покровител на империята“.

## Митология
Митра присъства със своя архаичен митологичен профил както в най-старата от Ведите – Риг веда (в близначна двойка с Варуна), така и в иранската Авеста. В частен план е и персийско божество в рамките на общия индо-ирански произход.
Митичният Митра е роден с факла и въоръжен с нож край свещен ручей и под свещено дърво. Той е дете на самата Земя. Скоро след това обяздва и по-късно убива Свещения бик, чиято кръв опложда всички растения. Убийството на бика от Митра е популярна тема на еленистичното изкуство и става прототип на ритуала за плодородие с жертвоприношение на бик в култа към Митра.
В зороастризма Митра се появява като реабилитиран бог едва при Артаксеркс II (IV век пр.н.е.), която вече е претърпяла някои вътрешни промени, съгласувани със зороастрийския възглед. При движението на стария култ към Митра (често под натиск), заедно с миграционните процеси сред носителите си в западна посока, той пречупва различни други влияния.
Особено силно влияние върху митраистката иконография оказва традицията на Пергамската школа. Когато част от най-западната иранска диаспора попада под римски контрол, Митра става особено популярен сред войските, набирани от тези земи. След известни средиземноморски културно-религиозни влияния през I век пр.н.е. култът прониква сред по-горните етажи на имперското общество. Митра е почитан и от няколко императора в Древен Рим. В Предна Азия Митра е почитан доказуемо от 14 век пр.н.е. в лицето на т.нар. хурито-митанийски арии (договорът между хети и хурити от 1380 г. пр.н.е.)
Митологичните материали показват, че Митра е универсален древноирански култ с особено значение за културните ценности на колектива (Митра Ящ – Авеста). В различните културни центрове на иранския свят представата за Митра отразява определени специфики. Римският Митра (Mithras) се различава от персийския Митра (Mithra), а последният се различава от източноиранския Митра (Мир, Мар, Матхар).
Думата Митра на персийски означава „договор“, на староиндийски „договор“ или „приятел“ и при двата езика думата произлиза от прото-индо-иранския словесен корен *mitra – „договор“.
Митра е бог на правото и съюзите, на светлината и космическия ред (ascha). В някои случаи той се доближава до представата за слънцето, но това протича на по-късен етап, например в Древна Гърция се асоциира с Хелиос, а в Древен Рим със Sol Invictus, Непобедимото Слънце. Често се среща заедно с богинята на оплождащите води Анахита.
- Митра, Британски музей, Лондон
- Оброчна плочка на Митра от землището на гр. Ветрен, експонат на РИМ – Пазарджик